# Gegenwartsbezug
Der Gegenwartsbezug meint in der Geschichtsdidaktik laut Thomas Martin Buck:
„unterrichtspraktische/- methodische und erkenntnistheoretische (wie wir in der Vergangenheit etwas über Vergangenheit wissen können) Komponenten, bezogen auf den Zeitraum, d. h. aktuelle Gegenwart.“

## Allgemeines zum Gegenwartsbezug in der Geschichtsdidaktik
Im Geschichtsunterricht ist der Gegenwartsbezug ein Prinzip zur Auswahl und Generierung von Themen im modernen Unterricht, in Bezug auf Nutzbarkeit, Sinnhaftigkeit und Anwendbarkeit, persönlicher Bedeutung, Betroffenheit und nachhaltiges Lernen. Die Schülerinnen und Schüler sollen sich nicht fragen müssen, „Was hat das mit mir zu tun?“. Dieser Zusammenhang aus der Gegenwart und Vergangenem muss den Schülerinnen und Schülern also deutlich gemacht werden.
Des Weiteren bezeichnet die Geschichtswissenschaft eigentlich die Gegenwartswissenschaft, da hier die Fragen aus der Gegenwart an die Vergangenheit gestellt, um die Zukunft vorwegzunehmen und zu gestalten. Geschichte dient also zum gegenwärtigen Nachdenken über Vergangenes.

## Fragen an die Geschichte
Fragen und Anfragen an die Geschichte sind nach Klaus Bergmann:
„[…] per se immer gegenwärtige Fragen, die sich aus den Lebenszusammenhängen der Fragenden ergeben. Und im Bereich der Geschichtsdidaktik entstehen sie aus einer bewussten Wahrnehmung wesentlicher zeitgenössischer Probleme, die die Gesellschaft beschäftigen, bedrängen und zur Lösung anstehen.“
Diese Fragen können aus drei Gesichtspunkten betrachtet werden. Diese sind nach Michael Sauer der unmittelbare Vergangenheitsbezug, der Ursachenzusammenhang und der Sinnzusammenhang.
Der unmittelbare Vergangenheitsbezug umfasst alte Gebäude, Denkmäler, Straßennamen, Dialekte und Sprichwörter aber auch Presse-, Funk- und Fernsehmitteilungen. Der Gegenwartsbezug zeigt sich hier also in Form von Spuren aus der Vergangenheit in der heutigen Zeit.
Unter dem Gegenwartsbezug als Ursachenzusammenhang versteht man eine Ursachenforschung. Hierfür benötigt man Informationswissen um Fragen an die Vergangenheit zu stellen.
Der Sinnzusammenhang stellt Fragen nach Situationen, Ereignissen oder Prozessen, die mit der Situation bzw. dem Untersuchungsgegenstand verglichen werden können. Die Schülerinnen und Schüler benötigen für dieses Verfahren Orientierungswissen.

## Vergangenheitsbezüge in der Gegenwart der Schüler
Nach Klaus Bergmann gibt es fünf Vergangenheitsbezüge in der Gegenwart für Schülerinnen und Schüler. Diese sind:
- Sachverhalte und Begriffe des Alltags (Herkunft eines Begriffes)
- Materielle Überbleibsel aus der Vergangenheit (Denkmäler, Bauwerke, Friedhöfe)
- Errungenschaften der Vergangenheit (Menschenrechte, Gleichstellung von Mann und Frau)
- Hypotheken der Vergangenheit (mentale und historisch überkommene Herrschaftsüberbleibsel)
- Geschichtskultur (Kontroversen der Geschichtsforschung, Gedenktage)

Es werden also materielle und mentale Erscheinungen der Gegenwart darunter verstanden, die erkennbar Bestandteil der Vergangenheit sind oder einen Teil dieser in sich verbergen oder auf eine Auseinandersetzung mit der Vergangenheit Anlass geben.

## Chancen und Kritik
Als Chance wird die Auswahl zwischen Lernmöglichem und Lernwürdigem angesehen. Des Weiteren das Durchleuchten der Vergangenheit von der Wahrnehmung gegenwärtiger Prozesse aus. Auch die gegebene Hilfestellung bei der Orientierung in der Gegenwart ist eine Chance des Gegenwartsbezuges im Geschichtsunterricht. Außerdem können so Schlüsselprobleme mit historischer Erinnerung vielfältiger betrachtet werden.
Die Grenzen zeigen sich beim Suggerieren der Chronologie und der Addition von Vergangenheitsbeständen. Auch ist es schwierig einen Gegenwartsbezug mit allen Themen herzustellen, da die Vergangenheit nicht auf die Gegenwart zukommt und somit nicht immer unmittelbare Vergleiche möglich sind. Des Weiteren finden sich Kontinuitätsbrüche, Alteritäten und Alternativen neben den Zusammenhängen, die nicht außer Acht gelassen werden dürfen. Abschließend gilt es zu erwähnen, dass moderne Kategorien nicht immer zur Beschreibung passen.